# Gävle (đô thị)
Đô thị Gävle (Gävle kommun) là một đô thị đông trung bộ Thụy Điển.Thủ phủ là thành phố Gävle.
Vị trí ở phía bắc cửa sông Dalälven, là đô thị cực nam của vùng đất lịch sử Norrland.
Đô thị hiện nay được lập năm 1971, khi thành phố Gävle cũ được hợp nhất với 4 đô thị nông nghiệp xung quanh. Tất cả các đơn vị này đều là các đơn vị được lập thành đô thị theo đạo luật về chính quyền năm 1862.
Đô thị Gävle nằm bên Biển Baltic.

## Các đơn vị dân cư trực thuộc
Dữ liệu năm 2000.
| Thị trấn        | Dân số | Diện tích (km²) |
| --------------- | ------ | --------------- |
| Gävle           | 67 856 | 41.58           |
| Valbo           | 6.984  | 8,14            |
| Forsbacka       | 1.716  | 1,71            |
| Hedesunda       | 1.071  | 1,67            |
| Norrsundet      | 1.044  | 1,89            |
| Bergby          | 834    | 1,91            |
| Forsby          | 617    | 0,87            |
| Hamrångefjärden | 558    | 1,57            |
| Furuvik         | 472    | 0.96            |
| Åbyggeby        | 457    | 0,87            |
| Lund            | 380    | 1,14            |
| Björke          | 362    | 0,58            |
| Trödje          | 321    | 0,67            |
| Bönan           | 273    | 0,65            |
| Totra           | 255    | 0,76            |
| Berg            | 231    | 0,51            |
| Hagsta          | 206    | 0,74            |

(Nguồn:  Lưu trữ ngày 20 tháng 11 năm 2005 tại Wayback Machine)

## Thành phố kết nghĩa
- Álftanes - Iceland
- Raumo, Phần Lan
- Gjøvik, Na Uy
- Næstved, Đan Mạch
- Galva, Illinois, USA
- Jūrmala - Latvia

Thị xã có quan hệ hợp tác nhưng không có thỏa thuận kết nghĩa chính thức:
- Buffalo City, Nam Phi

( Lưu trữ ngày 15 tháng 5 năm 2006 tại Wayback Machine)